# Hadronyche monteithi
Hadronyche monteithi is een spinnensoort uit de familie Atracidae. De soort komt voor in Queensland.